# Evolution Wrestling Force
A Evolution Wrestling Force (EWF) é uma promoção de wrestling profissional brasileira independente com sua sede em Porto Alegre. A EWF se tornou o templo da Luta Livre na cidade Gaúcha com shows que reúnem elementos do antigo Telecatch com a modernidade do Pro Wrestling Mundial, que tem como exemplo a WWE e outras empresas independentes. Somado a experiência de seu fundador e estreantes na empresa, o show é acrescido de um mix de drama, comédia e muita pancadaria. A EWF é especializada em diversos tipos de matches, como Hardcore Matches e "Deathmatches", tal como também lutas do tipo shoot-style e inspiradas em artes marciais mistas.

## História
A Evolution Wrestling Force foi fundada em 2013 por Matheus Frutuoso, sendo também um dos principais lutadores de sua estreia, conhecido como KaOz, com o intuito de resgatar o wrestling profissional no Brasil. A primeira realização de um evento da empresa, foi na cidade de Sapucaia do Sul, na Academia Korpus em 2014. No seu evento principal, KaOz venceu Dave, Jeff e Tytan pelo Título de Campeão da EWF. Desde seu início, a empresa já realizou mais de 60 eventos pelas cidades Gaúchas, alguns deles contando com a parceria de outra empresa de Luta Livre, como a FILL (Federação Internacional de Luta Livre).
No mês de novembro de 2022, o site GZH divulgou uma matéria especial sobre a EWF, na qual a trata como uma das poucas empresas no Sul do país a manter a tradição da Luta Livre viva no Brasil. A equipe de jornalistas foi até o evento EWF Just Fight X e lá puderam presenciar elementos não tão vistos em outros esportes como: humor, artes cênicas, drama, ação e muita interatividade com o público.
Em dezembro de 2022, a empresa fechou um acordo com a transmissora Regional Urban TV para começar a transmitir seus eventos ao vivo pelo canal, além de também transmitir pelo próprio canal no Youtube, além de parte da sua renovação como empresa ter se dado em razão de sua nova gestão administrativa, que desde o evento Just Fight X, contam com designers gráficos que reformularam o que já existia e criaram novas capas, sites e um novo logo, a respeito do renomado Designer Gráfico, Christian Santos.
Em maio de 2024, a EWF foi severamente afetada por um imenso alagamento que atingiu não apenas Porto Alegre, mas também várias outras cidades no Rio Grande do Sul. Este desastre natural impossibilitou a realização de eventos e impactou diretamente a promoção. Além disso, vários lutadores da EWF sofreram com as chuvas e alagamentos, enfrentando dificuldades tanto pessoais quanto profissionais durante este período, levando a empresa a desenvolver uma "Vakinha" que beneficiasse a todos os lutadores que foram atingidos por este desastre natural.

## Eventos
Desde seu início em 2014, A Evolution Wrestling Force já realizou mais de sessenta (60) eventos, sendo estes sempre presentes no estado do Rio Grande do Sul. Em sua maioria, exibidos na internet e transmitidos ao vivo pela transmissora regional Urban TV, como tem exemplo o último evento EWF Playground que contou com a participação de mais de 30 lutadores em uma única luta.
Conforme os últimos anos, a EWF vem realizando shows mensais com temáticas diferentes em termos de match-ups e rivalidades que vão sendo construídas ou encerradas na realização de cada evento. Todos eles anteriormente eram realizados na Ringue Bar que fica no 4º Distrito de Porto Alegre, porém no ano de 2024, a EWF teve mudança para algumas quadras de distância de seu antigo estabelecimento, tendo agora a total autonomia de sua própria arena. 
| Cronologia dos eventos em 2024 |                                        |
| --- | -------------------------------------- |
| \| Mês \| Nome \| \| --------- \| -------------------------------------- \| \| Janeiro \| Playground \| \| Janeiro \| Luta Livre na Praia \| \| Fevereiro \| Clube da Luta \| \| Março \| Revolution \| \| Abril \| Em Má Companhia \| \| Abril \| Mucha Lucha Toda La Noche \| \| Maio \| Nenhum realizado \| \| Junho \| EWF 11 Anos Noite 1 \| \| Junho \| EWF 11 Anos Noite 2 \| \| Julho \| A Última Noite \| \| Agosto \| Noite de Vingança \| \| Setembro \| Rei do Sul \| \| Outubro \| Halloween Brutal "Morte Súbita \| \| Novembro \| Violência sem Limites Contra a América \| \| Dezembro \| Massacre Natalino \| |                                        |
| Mês | Nome                                   |
| Janeiro | Playground                             |
| Janeiro | Luta Livre na Praia                    |
| Fevereiro | Clube da Luta                          |
| Março | Revolution                             |
| Abril | Em Má Companhia                        |
| Abril | Mucha Lucha Toda La Noche              |
| Maio | Nenhum realizado                       |
| Junho | EWF 11 Anos Noite 1                    |
| Junho | EWF 11 Anos Noite 2                    |
| Julho | A Última Noite                         |
| Agosto | Noite de Vingança                      |
| Setembro | Rei do Sul                             |
| Outubro | Halloween Brutal "Morte Súbita         |
| Novembro | Violência sem Limites Contra a América |
| Dezembro | Massacre Natalino                      |

### Cronologia dos eventos em 2025
| Mês       | Nome                  | Evento principal                                                        |
| --------- | --------------------- | ----------------------------------------------------------------------- |
| Janeiro   | Playground            | Bruno Astro venceu a Batalha Playground                                 |
| Fevereiro | Clube da Luta         | Ryan O Patrão venceu Bruno Astro pelo EWF World Championship            |
| Março     | Revolution            | Ryan O Patrão venceu Raymon pelo EWF World Championship                 |
| Abril     | Em Má Companhia       | Ryan O Patrão venceu Dano Cerebral pelo EWF World Championship          |
| Maio      | Sem Piedade           | Lucidez Sem Noção venceu Império do Medo pelo EWF Tag Team Championship |
| Junho     | EWF 12 Anos – Noite 1 | Ryan O Patrão venceu Marty Scurll pelo EWF World Championship           |
| Junho     | EWF 12 Anos – Noite 2 | Dano Cerebral venceu Morgan e Sid pelo EWF Campeonato RS                |
| Julho     | Rota Infernal         |                                                                         |
| Agosto    | Noite de Vingança     |                                                                         |
| Setembro  | TBA                   |                                                                         |
| Outubro   | TBA                   |                                                                         |
| Novembro  | TBA                   |                                                                         |
| Dezembro  | TBA                   |                                                                         |

## Contratos
Atualmente, apesar de ser uma empresa privada, a EWF opera de maneira única ao manter todos os seus lutadores, árbitros, locutores, comentaristas e gerentes atuando sem fins lucrativos. Toda a receita gerada é destinada exclusivamente ao custeio do espaço alugado e outras despesas operacionais. Essa abordagem permite que a EWF foque na paixão pelo esporte, garantindo eventos de alta qualidade. Além de suas funções na EWF, os lutadores têm atividades paralelas. Por exemplo, Ryan, conhecido como "O Patrão" no ringue, exerce a profissão de advogado fora das competições.

## Títulos e Campeonatos
- EWF World Championship
- EWF Campeonato RS
- EWF Campeonato de Duplas
- Sobrevivente da Batalha Playground

## Títulos Inativos
- EWF Evolution Championship
- EWF Underground Championship

## Atuais campeões
A Evolution Wrestling Force mantém atualmente quatro títulos.
- EWF World Champion Ryan, o Patrão
- EWF RS Champion Dano Cerebral
- EWF Tag Team Champions Supermania

| Campeonato/Título         | Atual(ais) campeão(ões) | Reinado | Data da vitória     | Dias com o título | Evento                | Notas                                               |
| ------------------------- | ----------------------- | ------- | ------------------- | ----------------- | --------------------- | --------------------------------------------------- |
| EWF World Championship    | Ryan, o Patrão          | 1       | 16 de Junho de 2024 | 385               | EWF 11 Anos (noite 2) | Derrotou Oba Khan após Cash-In da Maleta Playground |
| EWF RS Championship       | Dano Cerebral           | 1       | 07 de junho de 2025 | 29                | EWF 12 Anos (Noite 1) | Derrotou John Hammer e Kim Star no EWF 12 anos      |
| EWF Tag Team Championship | Supermania              | 1       | 07 de junho de 2025 | 29                | EWF 12 Anos (Noite 2) | Derrotou Império do Medo (Dr Schilling e Oba Khan)  |